# Robbie Moore
Robbie Moore właściwie Robert Peter Moore (ur. 28 listopada 1984 w Market Rasen) – brytyjski polityk Partii Konserwatywnej, poseł do Izby Gmin.

## Działalność polityczna
Od 12 grudnia 2019 reprezentuje okręg wyborczy Keighley and Ilkley  w brytyjskiej Izbie Gmin.